# 中国国家铁路集团

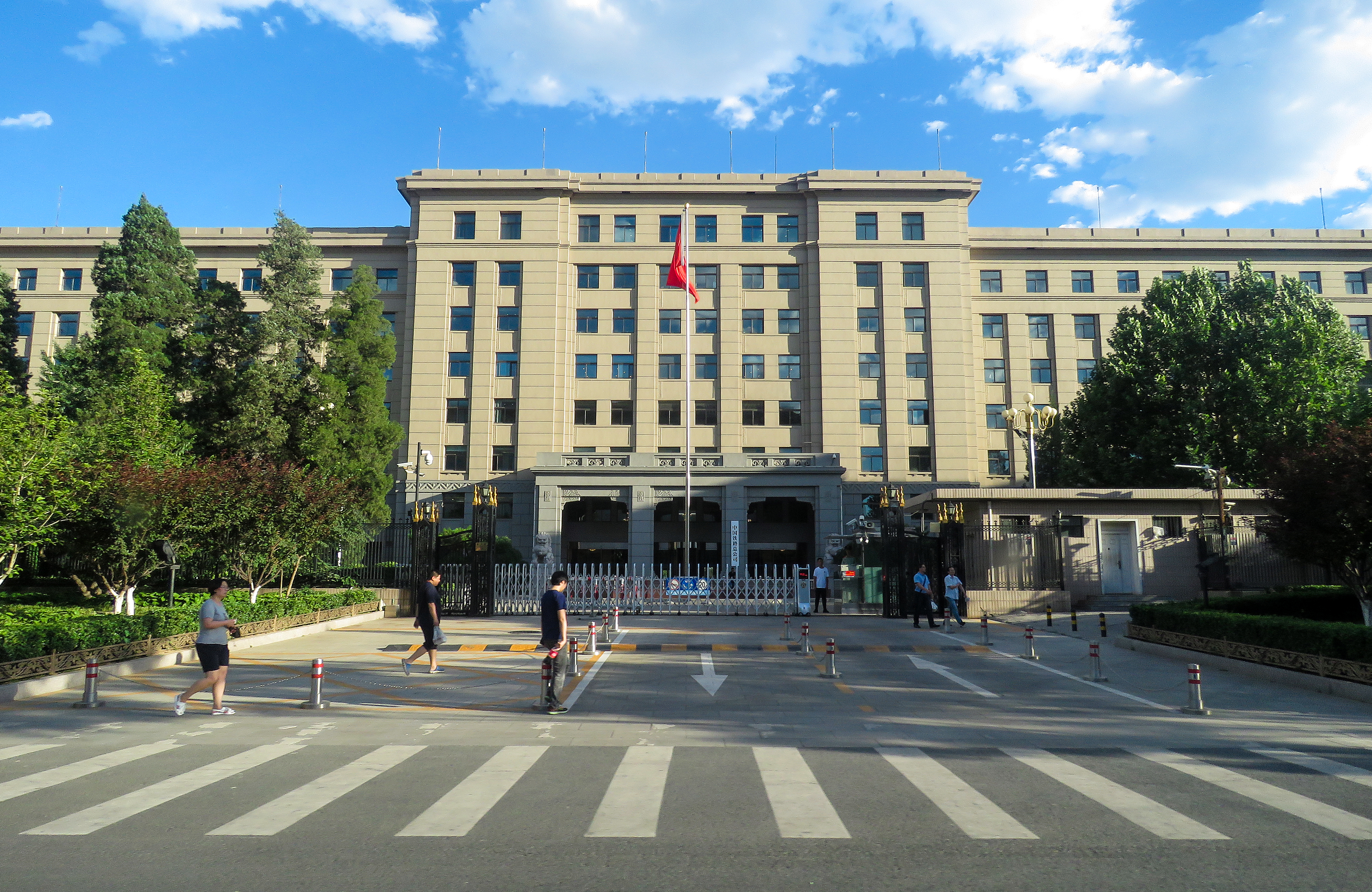
中国铁路总公司时期的原铁道部大楼北立面（2018年6月摄）；改挂国铁集团标牌后北门很少再使用

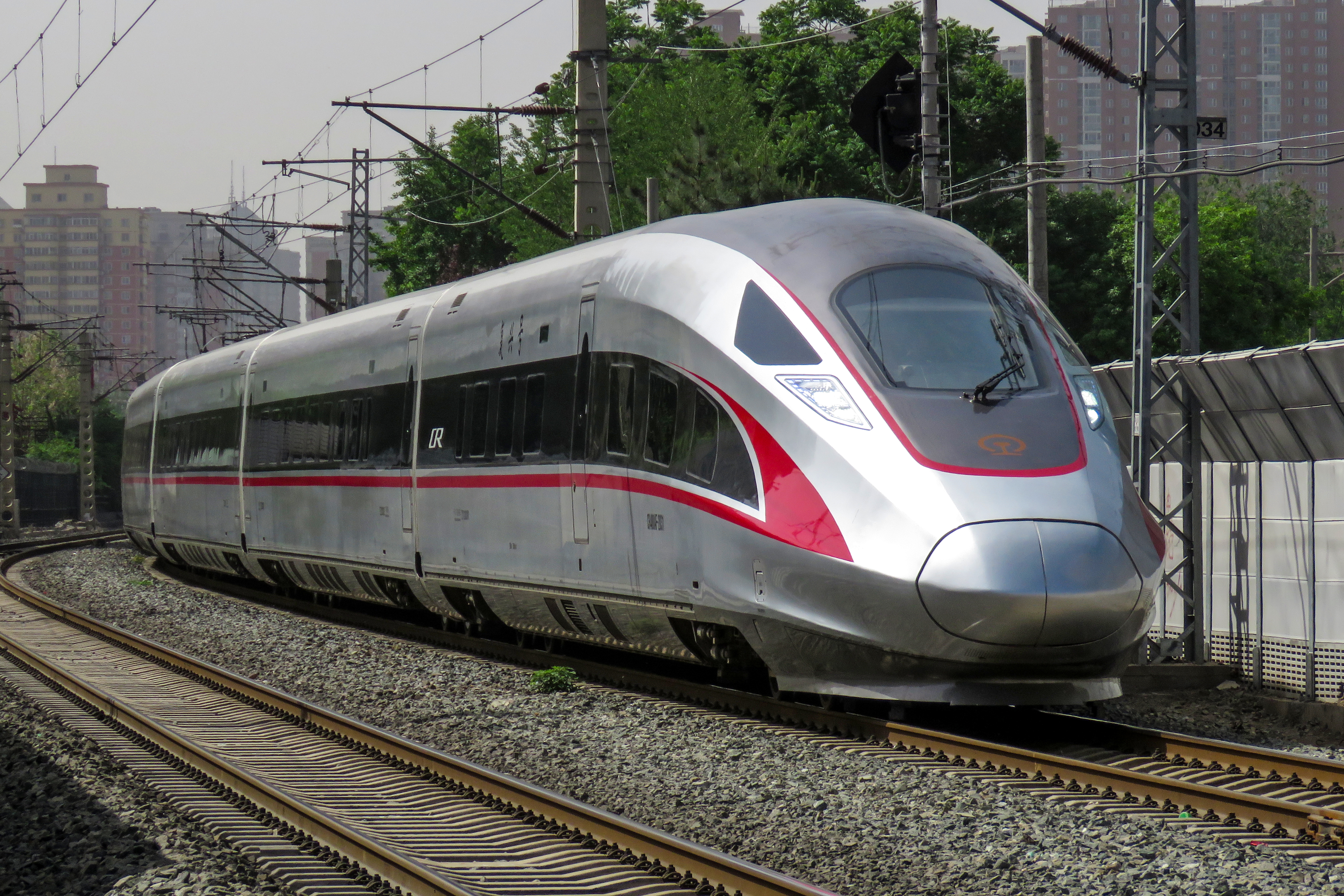
2018年，正在通过手帕口道口的一列复兴号电力动车组（CR400AF）

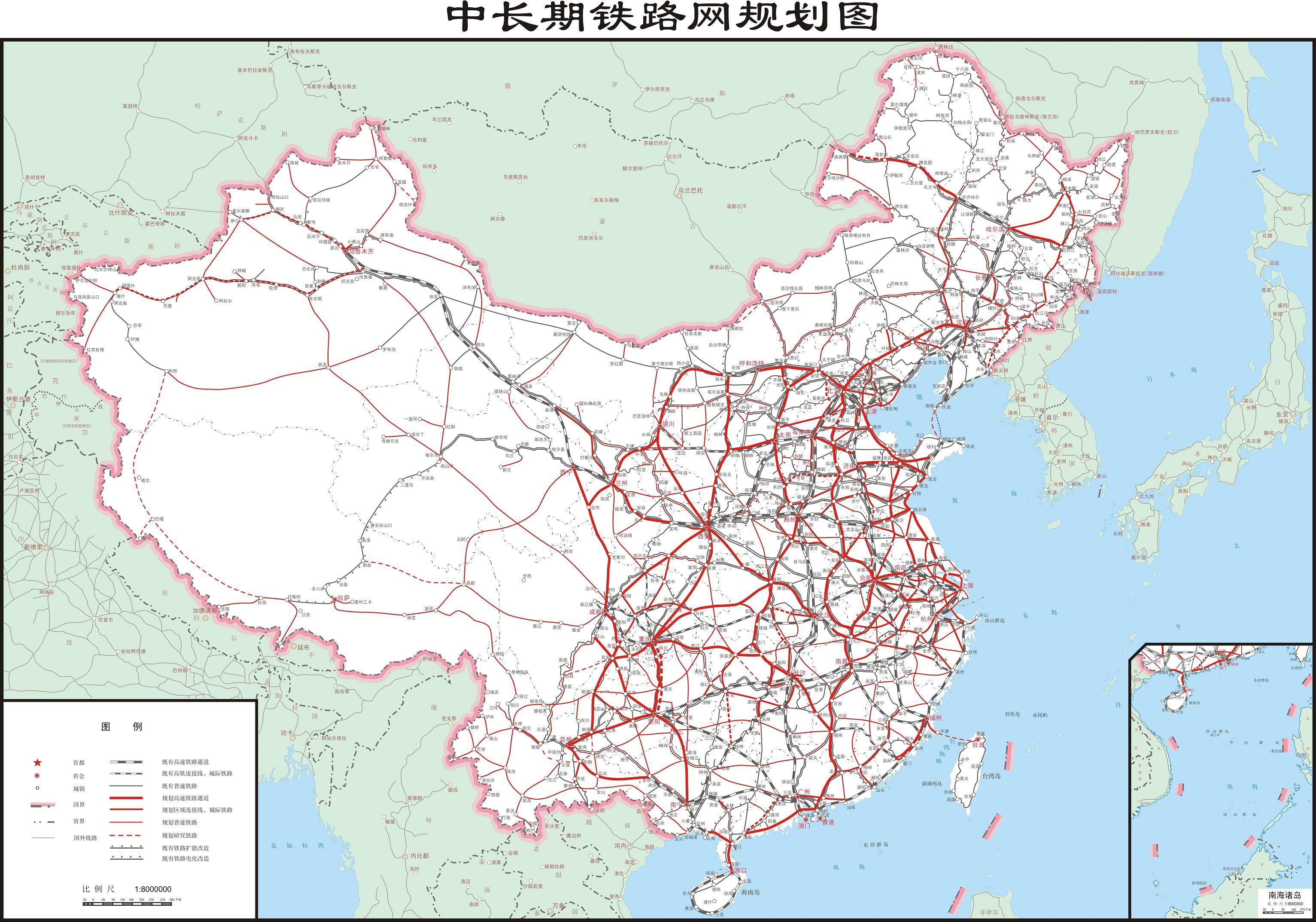
2016年，国家发展改革委、交通部等三部委印发的《中长期铁路网规划》示意图

中国国家铁路集团有限公司，简称中国铁路或国铁集团，是承担中华人民共和国铁路客货运输服务的中央管理国有企业，是依《中华人民共和国公司法》设立的国有独资企业，由财政部代表国务院履行出资人职责。中国国家铁路集团有限公司成立于2019年6月18日，其前身为中华人民共和国铁道部、中国铁路总公司。现由国家铁路局依法对公司进行行业监管。2022年時，中国国家铁路集团有限公司管辖铁路里程超14萬公里，职工總數超200万人。

## 沿革

### 铁道部时期

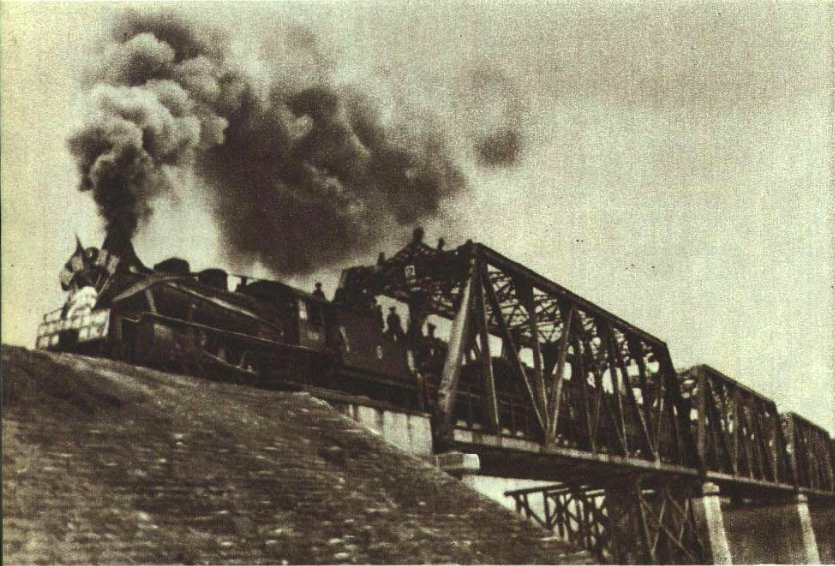
1952年，一列蒸汽列车驶过成渝铁路沱江大铁桥

1949年10月1日，根据9月27日中国人民政治协商会议第一届全体会议通过的《中华人民共和国中央人民政府组织法》第十八条的规定，撤销中央军委铁道部，设立中央人民政府铁道部。铁道部成立初期设22个部、局、室、处，铁道部机关职工2034人。
1954年9月，第一届全国人民代表大会第一次会议在北京召开，会议通过了《中华人民共和国宪法》和《中华人民共和国国务院组织法》，成立中华人民共和国国务院。根据国务院《关于设立、调整中央和地方国家机关及有关事项的通知》，中央人民政府铁道部即告结束。国务院按照《国务院组织法》的规定，将原中央人民政府铁道部改为中华人民共和国铁道部，作为国务院组成部门。
文化大革命爆发后，铁道部一度被造反派夺权。1967年1月28日，国务院决定成立铁道部临时业务监督小组，处理铁道部日常工作。同年5月31日，铁道部实施军管，铁道部军事管制委员会设政工组、生产组、后勤组、办事组。
1970年6月，铁道部与交通部、邮电部合并成立新的交通部，交通部内设政工组、运输组、办事组、计划基建组。
1975年，经中央批准，恢复独立建制，重新组建中华人民共和国铁道部。铁道部设办公室、运输局、机车车辆局、工电局、工业局、基建局、计划统计局、物资局、财务局、人事局、公安局、外事局、安全监察委员会、科技委员会共14个内设机构。1982年底，铁道部内设机构扩编为21个，即办公厅和18个局、3个办公室。
1983年10月1日，中国人民解放军铁道兵移交铁道部，转为企业编制。1988年，在国务院机构改革中，保留铁道部，将铁道部内设机构调整为24个，即办公厅、11个司、6个局、6个政工机构和老干部局。同时由监察部、审计署派驻监察、审计机构。
1993年，国务院决定将铁道部内设机构缩减为22个，部机关设置办公厅、10个司、6个局、5个政工机构和离退休干部局。1998年，国务院宣布逐步实施铁路政企分开，明确界定政府管理职能、社会管理职能、企业管理职能。铁道部内设机构精简为16个，即办公厅、9个司、2个局、4个政工机构和离退休干部局。
2012年3月10日，国务委员兼国务院秘书长马凯建议国务院将《国务院机构改革和职能转变方案》提交第十二届全国人民代表大会第一次会议审议，该方案提及：（一）组建国家铁路局，由交通运输部管理，承担铁道部的其他行政职责；（二）组建中国铁路总公司，承担铁道部的企业职责，不再保留铁道部。

### 铁路总公司时期
2013年3月14日，第十二届全国人民代表大会第一次会议表决通过《国务院机构改革和职能转变方案》。同日，国务院印发《国务院关于组建中国铁路总公司有关问题的批复》（国函〔2013〕47号），组建由中央管理的国有独资企业中国铁路总公司（简称铁总），注册资金10360亿元人民币，不进行资产评估和审计验资，实有国有资本数额以财政部核定的国有资产产权登记数额为准。原铁道部相关资产、负债和人员划入新公司，原铁道部对所属18个铁路局（含广州铁路（集团）公司、青藏铁路公司）、3个专业运输公司及其他企业权益作为新公司的国有资本，中国铁路总公司承继原以铁道部名义签订的债权债务等经济合同、民事合同、协议等权利和义务；承继原铁道部及国家铁路系统拥有的无形资产、知识产权、品牌、商标等权益。同日，中国铁路总公司依据《中华人民共和国全民所有制工业企业法》成立，以财政部为出资人，原铁道部部长盛光祖被任命为首任总经理兼党组书记。
2013年3月17日，原铁道部大门上“中华人民共和国铁道部”牌子被摘下，“中国铁路总公司”牌子挂出于同处。盛光祖任首任总经理兼党组书记。
改革后，中国铁路总公司设办公厅（党组办公室）、改革与法律部、计划统计部、财务部、科技管理部、人事部（党组组织部）、劳动和卫生部、国际合作部（港澳台办公室）、资本运营和开发部、物资管理部、信息化部、建设管理部、安全监督管理局、审计和考核局、宣传部、监察局（党组纪检组）、运输局（设综合部、营运部、调度部、机务部、车辆部、供电部、工务部、电务部、价格管理部）、中华全国铁路总工会、中国共产主义青年团全国铁道委员会、直属机关党委、离退休干部局等21个内设机构。
2013年10月11日，中国铁路总公司官方网站上线。
2017年，中国铁路总公司开始实施铁路局公司制改革。根据铁总的计划，2017年11月底前，各铁路局依法组建公司法人治理结构，完成工商变更登记；2017年底前完成公司制改革，2018年起全面按照新的体制机制运行。
2018年12月5日，据原国家工商总局网站公告显示，中国铁路总公司的新名称“中国国家铁路集团有限公司”已获工商登记核准。
2018年12月，中共中央办公厅、国务院办公厅印发《行业公安机关管理体制调整工作方案》，按照“警是警、政是政、企是企”的要求，将铁路公安、森林公安、交通公安由双重领导调整为公安部领导。2019年2月27日，根据《公安部职能配置、内设机构和人员编制规定》，组建公安部铁路公安局（公安部十局），撤销铁路公安局，铁路公安系统不再实行双重领导，铁路公安队伍由公安部垂直管理领导。
2019年1月2日，中国铁路总公司召开工作会议，会上透露铁总将加快推动股份制改造。

### 国铁集团时期
2019年6月18日，改制后的中国国家铁路集团有限公司正式成立，为国有独资企业，由财政部代表国务院履行出资人职责。
2020年8月31日，根据国家发展改革委《关于全面推开行业协会商会与行政机关脱钩改革的实施意见》（发改体改〔2019〕1063号），原由国铁集团（文件中仍称铁路总公司）主管的中国蒸汽机车协会、中国铁道企业管理协会、中国铁道工程建设协会、中国地方铁路协会与国铁集团分离，依法直接登记、独立运行，剥离行政职能，不再设置业务主管单位。取消对行业协会的直接财政拨款，通过政府购买服务等方式支持其发展。全面实行劳动合同制度，依法依章程自主招聘工作人员。

## 职责
原中国铁路总公司承担原铁道部的企业职责。中国铁路总公司承担下列职责：
1. 执行国家法律、法规和产业政策，服从国家宏观调控，接受国家有关主管部门的监管，依法开展经营活动。
2. 研究提出铁路发展战略、规划、政策、规章和标准等建议。
3. 负责铁路运输统一调度指挥，统筹安排路网性运力资源配置。负责铁路客货运输经营管理，承担国家规定的公益性运输，保证关系国计民生的重点运输和特运、专运、抢险救灾运输等任务。
4. 研究提出国家铁路网建设和筹资方案建议，负责拟订铁路投资建设计划，负责建设项目前期工作，管理建设项目。
5. 负责铁路运输安全、设备质量安全、运营食品安全以及职工劳动安全管理，承担企业安全主体责任。
6. 负责铁路新线投产运营的安全评估，负责路网日常养护维修和更新改造，承担相关建设工程的质量安全管理责任。
7. 负责铁路运输装备的购置、验收及调配、处置，承担设备运用维护管理责任。
8. 负责铁路资产经营，享有公司法人财产权。依法开展各类投资、经营业务，行使对所属企业和控股公司出资人职能，承担铁路资产保值增值责任。
9. 负责企业党的建设、思想政治工作、精神文明建设和企业文化建设。

## 机构设置

### 机构
国铁集团设有包括中华全国铁路总工会在内的共25个内设机构；拥有附属机构运输调度指挥中心1个；拥有直属机构3个，分别为工程管理中心（与中国铁路建设管理有限公司为一个机构两块牌子，与其工程质量监督管理局合署办公）、资金清算中心（与中国铁路财务有限责任公司为一个机构两块牌子）、档案史志中心；国铁集团在沈阳市、北京市、武汉市、上海市、成都市、兰州市拥有安全监督管理特派员办事处与审计特派员办事处两种派出机构，总计12个派出机构。

### 所属企业
国铁集团所属企业有藏铁路有限公司、3家专业运输公司，以及包括中国铁道科学研究院、中国铁道出版社、中国铁路设计集团、中国铁路财产保险自保有限公司、中国铁路文工团、中国火车头体育协会、《人民铁道》报业有限公司在内的11家非运输企业。其拥有事业单位3家，分别为中国铁道博物馆、铁道战备舟桥处、铁道党校。

各铁路局集团公司大致管辖范围示意图

国铁集团另有18家铁路局集团公司，其明细与管辖范围如下：
| 铁路局集团公司         | 管辖范围                                                                                   | 对应地理大区 |
| ---------------------- | ------------------------------------------------------------------------------------------ | ------------ |
| 中国铁路哈尔滨局集团   | 內蒙古自治區東北部、黑龍江省大部                                                           | 东北         |
| 中国铁路沈阳局集团     | 遼寧省全境（不含渤海铁路轮渡）、吉林省全境、內蒙古自治區東南部、黑龍江省南部、河北省東北部 | 东北         |
| 中国铁路北京局集团     | 北京市全境、河北省大部、天津市全境、山東省西部、河南省北部、山西省東部（不含大秦铁路）     | 华北         |
| 中国铁路呼和浩特局集团 | 內蒙古自治區大部                                                                           | 华北         |
| 中国铁路太原局集团     | 山西省大部及大秦铁路全線                                                                   | 华北         |
| 中国铁路上海局集团     | 上海市全境、江蘇省全境、浙江省全境、安徽省大部、湖北省局部                                 | 华东         |
| 中国铁路济南局集团     | 山东省大部、渤海铁路轮渡                                                                   | 华东         |
| 中国铁路南昌局集团     | 江西省全境（除浩吉铁路外）、福建省全境、湖北省局部                                         | 华东         |
| 中国铁路广州局集团     | 廣東省大部、湖南省大部、海南省全境、贵州省局部                                             | 华南         |
| 中国铁路南宁局集团     | 廣西壯族自治區全境、廣東省局部、湖南省局部                                                 | 华南         |
| 中国铁路武汉局集团     | 湖北省大部、河南省南部                                                                     | 华中         |
| 中国铁路郑州局集团     | 河南省中北部（不含台前站、永城北站）、山西省南部                                           | 华中         |
| 中国铁路成都局集团     | 四川省大部、重慶市全境、貴州省大部、雲南省局部                                             | 西南         |
| 中国铁路昆明局集团     | 雲南省大部、四川省局部、貴州省局部                                                         | 西南         |
| 中国铁路青藏集团       | 西藏自治區全境、青海省全境                                                                 | 西南         |
| 中国铁路兰州局集团     | 甘肅省大部、寧夏回族自治區全境、內蒙古自治區局部                                           | 西北         |
| 中国铁路乌鲁木齐局集团 | 新疆維吾爾自治區全境、甘肅省局部                                                           | 西北         |
| 中国铁路西安局集团     | 陕西省大部、四川省东北部                                                                   | 西北         |

## 历任领导

### 铁总时期
| 总经理 - 盛光祖（2013年3月—2016年10月） - 陆东福（2016年10月—2018年12月） 副总经理 - 胡亚东（2013年3月—2014年8月） - 王志国（2013年3月—2016年2月） - 彭开宙（2013年3月—2014年8月） - 李文新（2014年8月—2018年12月） - 杨宇栋（2014年8月—2016年12月） - 黄民（2014年8月—2018年12月） - 甄忠义（2016年2月—2017年3月） - 王同军（2017年3月—2018年12月） - 刘振芳（2017年3月—2018年5月） - 郭竹学（2018年5月—2018年12月） | 党组书记 - 盛光祖（2013年3月—2016年10月） - 陆东福（2016年10月—2018年12月） 党组副书记 - 甄忠义（2017年3月—2018年12月） 党组纪检组组长 - 安立敏（2013年3月—2017年9月） - 孙怀新（2017年9月—2020年3月） |

### 国铁集团时期
| 董事长、党组书记 - 陆东福（2018年12月—2022年7月） - 刘振芳（2022年7月—2024年10月） - 郭竹学（2024年10月—，兼党组书记） 党组副书记 - 杨宇栋（2018年12月—2022年7月，兼董事、总经理） - 甄忠义（2018年12月—2023年5月，兼董事） - 郭竹学（2022年7月—2024年10月，兼董事、总经理） - 钱铭（2023年5月—2024年9月，兼董事） - 宋修德（2024年9月—，兼董事） | 总经理 - 杨宇栋（2018年12月—2022年7月） - 郭竹学（2022年7月—2024年10月） - 宋修德（2024年12月—） 副总经理 - 李文新（2018年12月—2023年） - 黄民（2018年12月—2020年12月） - 王同军（2018年12月—2024年） - 郭竹学（2018年12月—2022年7月） - 钱铭（2020年11月—2023年5月） - 徐建军（2021年12月—） - 宋修德（2023年2月—2024年9月） - 王进喜（2023年10月—） - 吴新红（2024年5月—） 中央纪委国家监委驻国铁集团纪检监察组组长 - 姜文鹏（2020年7月—2024年10月） |

## 宣传标语图

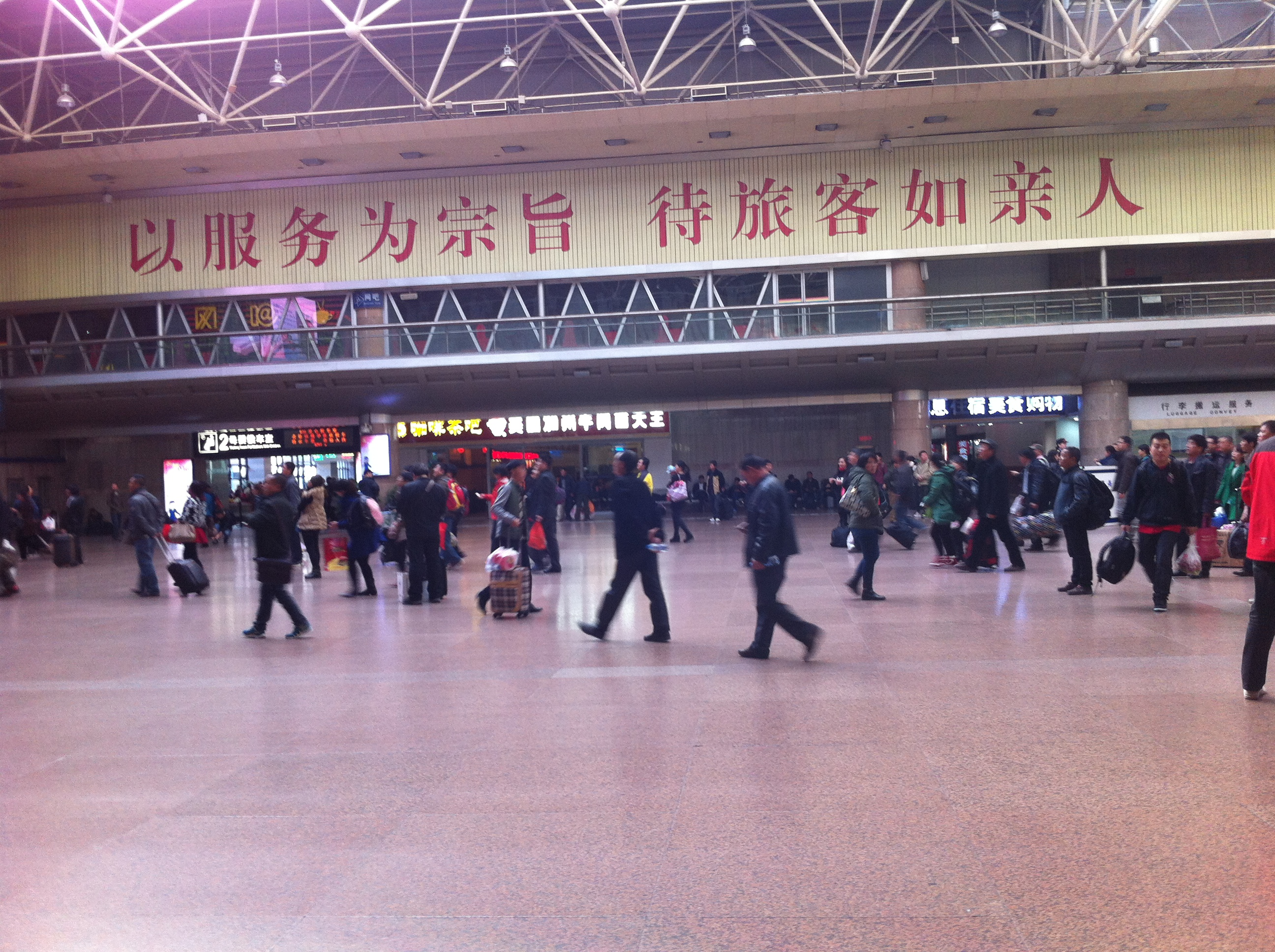
铁道部时期便使用了该宣传口号：“以服务为宗旨，待旅客如亲人”，后中国铁路总公司沿用了该口号（2014年11月，北京西站）
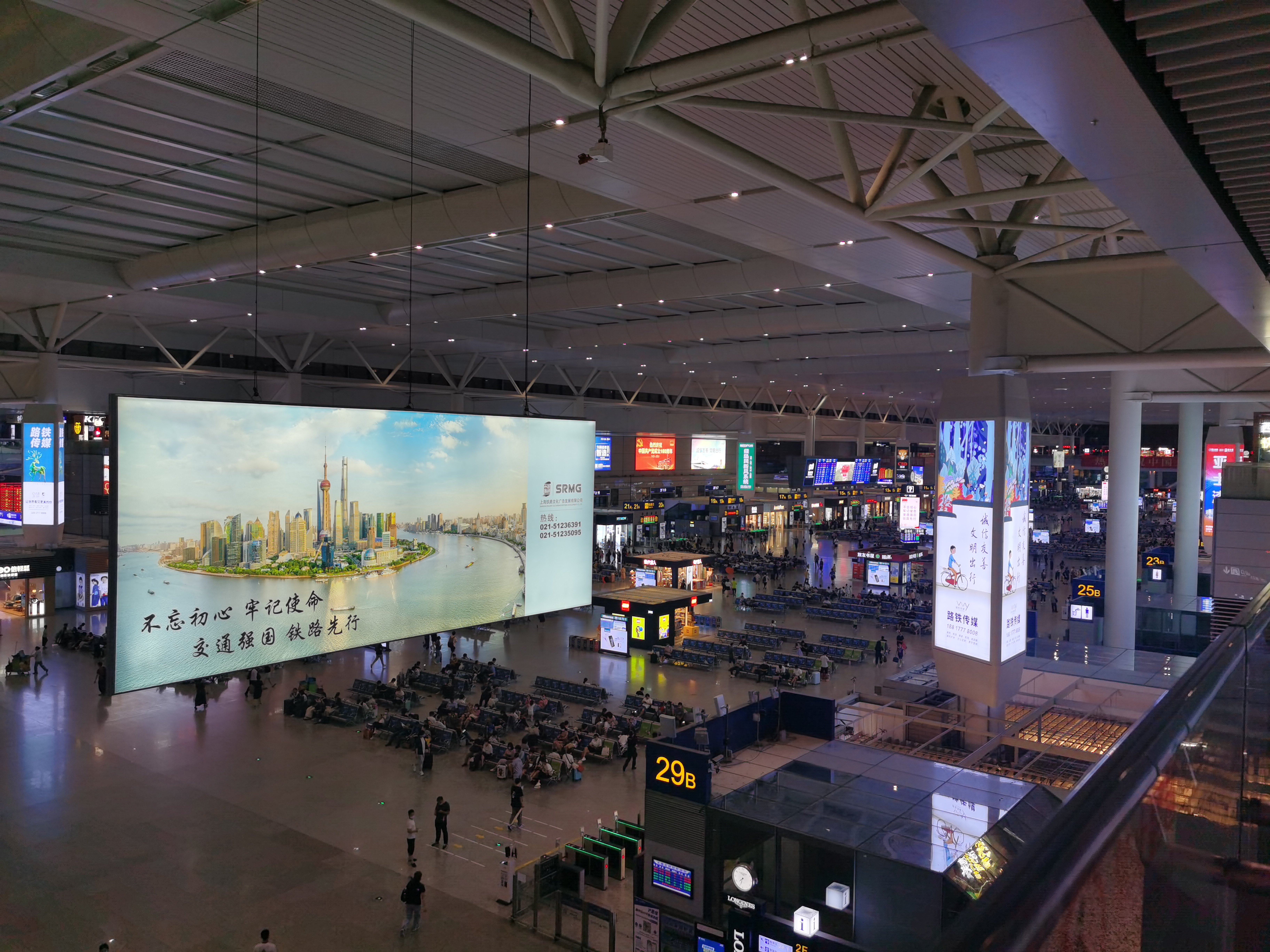
“交通强国 铁路先行”宣传口号（与“不忘初心 牢记使命”共用，2021年7月，上海虹桥站）
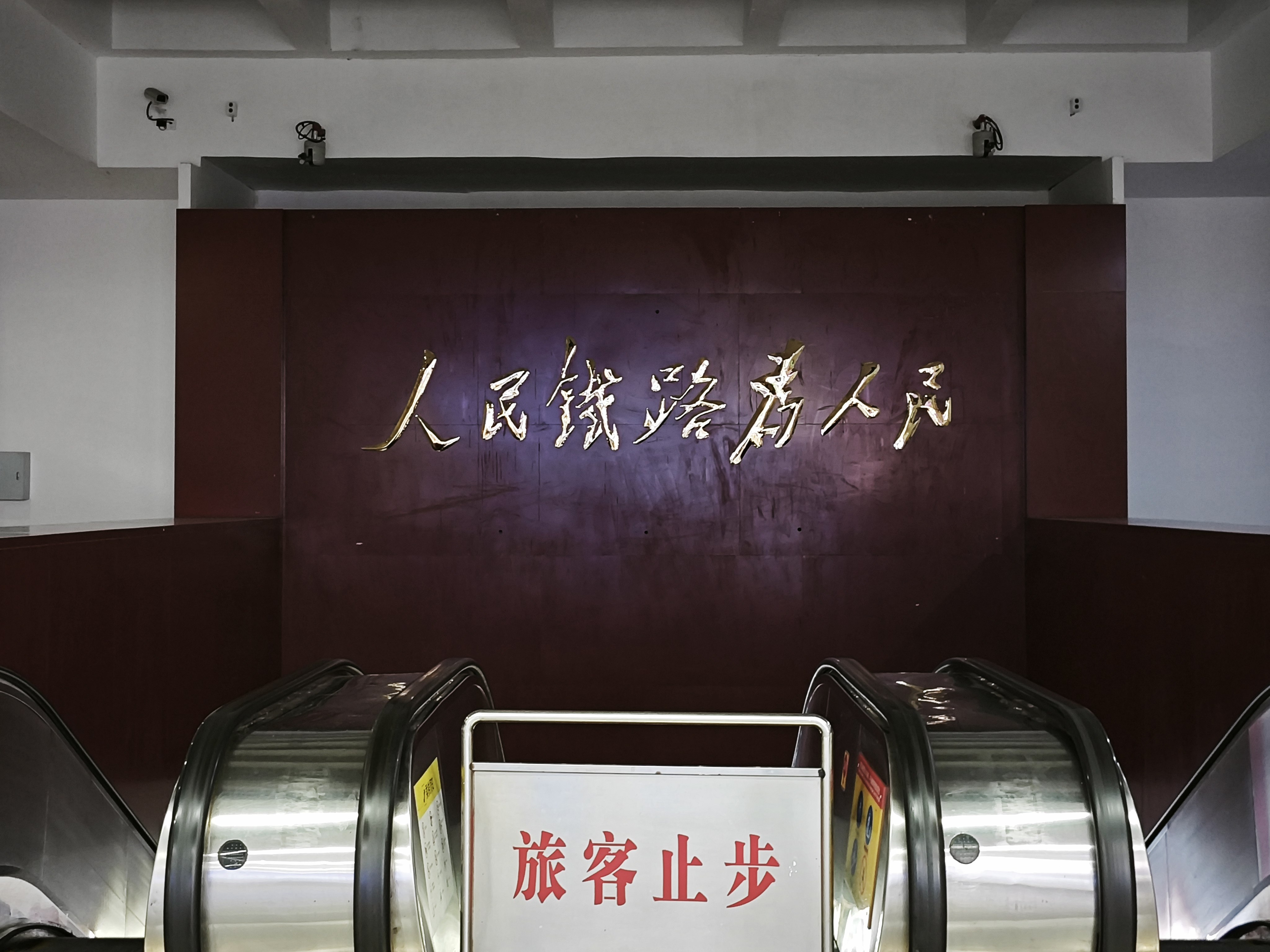
自铁道部成立以来一直沿用至今的“人民铁路为人民”宣传口号（2025年2月，太原站）

### 引用
1. 1 2 3 4 5 6   (PDF).   [2025-05-03].
2. ↑  . 第一财经.   [2020-06-0]. （原始内容存档于2020-11-04）.
3. ↑  . 澎湃新闻.   [2020-06-07]. （原始内容存档于2019-09-11）.
4. ↑  . 腾讯网新闻.   [2020-06-07]. （原始内容存档于2020-06-07）.
5. ↑  樊曦. . 新华网. 2019-06-18  [2019-06-18]. （原始内容存档于2020-10-21）.
6. 1 2 3  中华人民共和国中央人民政府. . 中国政府网. 2013-03-14  [2013-04-21]. （原始内容存档于2019-06-18）.
7. 1 2 3 4 5 6 7 8 9 10 11 12  中国共产党组织史资料编审委员会. . 北京. 1998.
8. ↑  . 中央政府门户网站. 2013-03-10  [2013-04-21]. （原始内容存档于2013-05-02）.
9. ↑  . 中央政府门户网站. 2013-03-14  [2013-04-21]. （原始内容存档于2013-04-30）.
10. ↑  . 中国新闻网. 2014-01-14  [2015-01-02]. （原始内容存档于2021-04-28）.
11. 1 2  . 每日经济新闻. 2013-03-14  [2013-04-21]. （原始内容存档于2020-11-04）.
12. 1 2  . 凤凰网. 2013-03-17  [2013-04-21]. （原始内容存档于2019-05-12）.
13. ↑  . 观察者网. 2013-10-11  [2018-06-12]. （原始内容存档于2020-11-18）.
14. ↑  . 澎湃新闻. 2017-10-21  [2017-10-23]. （原始内容存档于2018-06-12）.
15. ↑  . 凤凰网. 2018-12-06  [2018-12-06]. （原始内容存档于2019-05-12）.
16. ↑  . 搜狐网新闻.   [2019-05-18]. （原始内容存档于2021-11-02）.
17. ↑  南方都市报. . 搜狐网新闻.   [2019-05-18]. （原始内容存档于2021-08-07）.
18. ↑  . 澎湃新闻.   [2019-01-02]. （原始内容存档于2019-05-12）.
19. ↑  . www.china-railway.com.cn.   [2019-06-18]. （原始内容存档于2020-11-04）.
20. ↑  国家发展和改革委员会. . 中国政府网. 北京.   [2021-01-02]. （原始内容存档于2021-01-16） （中文（简体））.
21. ↑  行业协会商会与行政机关脱钩联合工作组办公室. . 中国政府网. 北京.   [2021-01-02]. （原始内容存档于2021-01-02） （中文（简体））.
22. 1 2 3 4 5 6  . 中国国家铁路集团有限公司.   [2025-07-01].
23. 1 2  . 腾讯. 2013-03-27  [2017-11-14]. （原始内容存档于2020-11-04）.
24. ↑  . 财新网. 2014-08-27  [2017-11-14]. （原始内容存档于2020-11-04）.
25. 1 2 3 4 5 6 7  . 中国国家铁路集团. 2022-07-22  [2022-07-22]. （原始内容存档于2022-07-25）.
26. 1 2  蒋子文. . 澎湃新闻. 2022-07-29  [2022-07-31]. （原始内容存档于2022-08-02）.
27. ↑  . 中国经济网. 2024-10-15  [2024-10-15].